# Paris Masters 2009
Il Paris Master 2009, ufficialmente BNP Paribas Masters 2009 per motivi di sponsorizzazione, è stato un torneo di tennis giocato sul cemento indoor. È stata la 38ª edizione del Paris Masters, che fa parte della categoria ATP World Tour Masters 1000 nell'ambito dell'ATP World Tour 2009. Il torneo si è giocato al Palais omnisports de Paris-Bercy di Parigi, in Francia, dall'8 novembre al 15 novembre 2009.

## Partecipanti ATP

### Teste di serie
| Nazionalità | Giocatore             | Ranking1 | Testa di serie |
| ----------- | --------------------- | -------- | -------------- |
| Svizzera    | Roger Federer         | 1        | 1              |
| Spagna      | Rafael Nadal          | 2        | 2              |
| Serbia      | Novak Đoković         | 3        | 3              |
| Regno Unito | Andy Murray           | 4        | 4              |
| Argentina   | Juan Martín del Potro | 5        | 5              |
| Russia      | Nikolaj Davydenko     | 7        | 6              |
| Spagna      | Fernando Verdasco     | 8        | 7              |
| Francia     | Jo-Wilfried Tsonga    | 9        | 8              |
| Svezia      | Robin Söderling       | 10       | 9              |
| Cile        | Fernando González     | 11       | 10             |
| Francia     | Gilles Simon          | 12       | 11             |
| Croazia     | Marin Čilić           | 13       | 12             |
| Rep. Ceca   | Radek Štěpánek        | 14       | 13             |
| Spagna      | Tommy Robredo         | 15       | 14             |
| Francia     | Gaël Monfils          | 16       | 15             |
| Germania    | Tommy Haas            | 17       | 16             |

- 1Ranking al 2 novembre 2009

### Altri partecipanti
Giocatori che hanno ricevuto una Wild card:
- Sébastien Grosjean
- Michaël Llodra
- Marat Safin

Giocatori passati dalle qualificazioni:

- Thierry Ascione
- Arnaud Clément
- Alejandro Falla
- David Guez
- Łukasz Kubot
- Vincent Millot

Giocatori che hanno ricevuto un invito speciale al tabellone principale:
- Marco Chiudinelli

## Campioni

### Singolare
Novak Đoković ha battuto in finale  Gaël Monfils con il punteggio di 6–2, 5–7, 7–6(3)
- È il 5º titolo dell'anno per Đoković, il 16º della sua carriera. È la prima vittoria di un Masters Series su cinque finali disputate quest'anno, il 5º della sua carriera.

### Doppio
Daniel Nestor /  Nenad Zimonjić hanno battuto in finale  Marcel Granollers /  Tommy Robredo con il punteggio di 6–3, 6–4